# Ormosia schippii
Ormosia schippii är en ärtväxtart som beskrevs av Paul Carpenter Standley och Julian Alfred Steyermark. Ormosia schippii ingår i släktet Ormosia och familjen ärtväxter. Inga underarter finns listade i Catalogue of Life.